# 宝巻
宝巻（ほうかん）は、中国の明清時代に流行した宗教芸能の台本を指す用語である。
仏教や道教の儀礼である礼懺において説唱される語り物の台本を起源とする。また淵源を遡ると、唐代に流行した変文にまで及ぶとされる（鄭振鐸の説）。
ただ、ひと口に芸能と言っても、世俗的な娯楽を目的とする演芸とは異なり、亡者への回向を目的とした宗教芸能であった。僧尼や道士により読誦される経典の内容を、俗人にも理解しやすい節のついた韻文と、物語的な要素を持った散文とが交互に配置されたものが、宝巻である。
最初期の宝巻として注目されるのは、『香山宝巻』である。これは通称であり、正しくは『観世音菩薩本行経(簡集)』といい、『観音宝巻』とも呼ばれる。
宝巻との関係が不可分なほどに密接なのは、明清になって興ってきた、「宝巻の宗教」とも呼ばれる民間宗教の教派である。羅教はその代表であるが、「五部六冊」と呼ばれる宝巻を根本経典としている。その他、大乗教・白陽教・弘陽教などの教派も、宝巻を聖典としていた。
宝巻の中には宗教性を持たず世俗的な内容を語るものも存在する。『英台宝巻』や『孟姜女宝巻』などが、それである。